# 25. granátnická divize SS „Hunyadi“ (1. maďarská)
25. Waffen-Grenadier Division der SS „Hunyadi“ (ungarische Nr. 1) byla divize Waffen-SS, která bojovala ve druhé světové válce. Byla založena v listopadu 1944. Mužstvo tvořili Maďaři ze zničené 13. lehké divize. Jméno Hunyadi divize obdržela podle Jánose Hunyadiho, otce Matyáše Korvína.

## Výcvik
Výcvik divize probíhal ve výcvikovém táboře Neuhammer. Při přesunu do tohoto tábora byla divize v Bierbaumu zasažena americkým náletem a utrpěla ztráty 1200 mužů. Při výcviku obdrželo 22 000 vojáků pouhých 2 000 pušek, 1 000 pistolí, 100 útočných pušek Stg 44, 50 kulometů MG-42 a 25 minometů. Do konce roku 1944 dostala divize ještě 3 000 Panzerfaustů, 27 nákladních aut a 1 000 jízdních kol.

## Ústup a konec války
Výcvik přerušil 8. února 1945 postup Rudé armády. Veteráni 25. a 26. divize vytvořili Kampfgruppe Ungarisches SS-Alarm Regiment 1 a umožnily zbytku obou divizí ústup. Kampfgruppe byla při bojích od 8. do 15. února téměř vyhlazena. Následně se divize přesunula přes Německo do Rakouska, kde se 3. května střetla v oblasti Salzkammergut s americkou armádou. Následně se 4. a 5. května Američanům vzdala u Attersee.

## Velitelé
- SS-Oberführer Thomas Müller (listopad 1944 – listopad 1944)
- SS-Gruppenführer József Grassy (listopad 1944 – 8. květen 1945)

## Bojová sestava
- Waffen-Grenadier Regiment der SS 61 (ungarisches Nr. 1)
- Waffen-Grenadier Regiment der SS 62 (ungarisches Nr. 2)
- Waffen-Grenadier Regiment der SS 63 (ungarisches Nr. 3)
- Waffen-Artillerie Regiment der SS 25
  - Waffen-Schi Bataillon der SS 25
  - SS-Divisions-Füsilier-Bataillon 25
  - SS-Panzerjäger-Abteilung 25
    - SS-Veterinär-Kompanie 25

  - SS-Feldersatz-Bataillon 25
- SS-Versorgungs-Regiment 25

## Početní stavy divize
V prosinci 1944 dosáhla divize síly 15 000 mužů nebo možná až 22 000.